# Valdavia
Le Valdavia est un cours d’eau espagnol d'une longueur de 71 km qui coule dans la communauté autonome de Castille-et-León. Il est un affluent de la Pisuerga dans le bassin du Douro.

## Source de la traduction
- (es) Cet article est partiellement ou en totalité issu de l’article de Wikipédia en espagnol intitulé « Río Valdavia » (voir la liste des auteurs).